# Beanibazar
Beanibazar är ett underdistrikt i Bangladesh. Det ligger i den östra delen av landet, 220 kilometer nordost om huvudstaden Dhaka.
Trakten runt Beanibazar består till största delen av jordbruksmark. Runt Beanibazar är det tätbefolkat, med 591 invånare per kvadratkilometer.